# Daniel Quillen
Daniel Gray Quillen (Orange, 21 de juny de 1940-30 d'abril de 2011) Va ser un matemàtic nord-americà i un medallista Fields. És conegut per ser un dels «primers arquitectes» de la K-teoria algebraica.
Va estudiar a la Universitat Harvard on es va llicenciar, 1961, i on va obtenir el doctorat. Ha estat professor a diverses universitats, destacant la seva estada a Oxford entre 1984 i 2006, any el que es va retirar.